# Martillo de bola

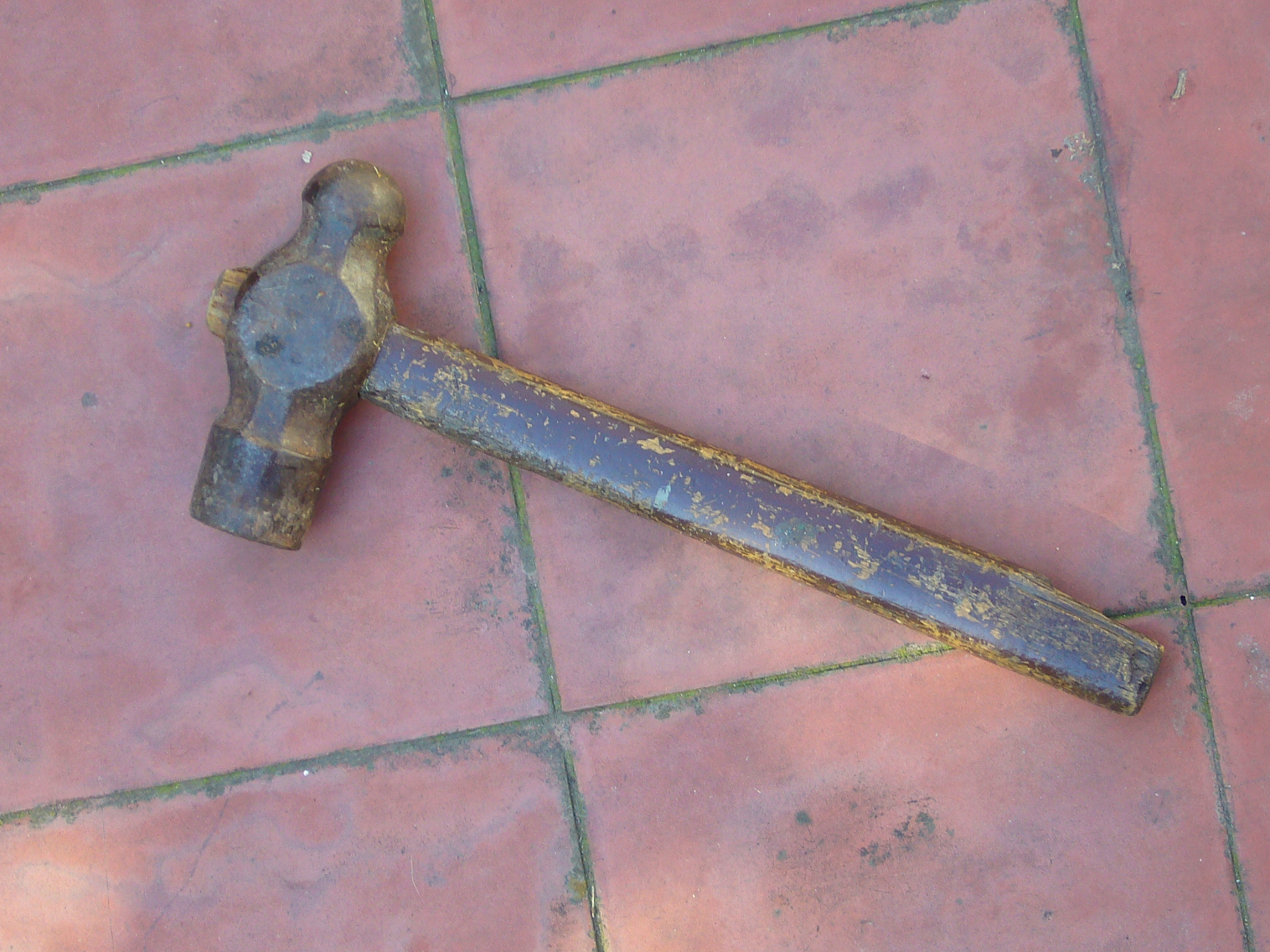
Martillo de bola.

El martillo de bola es una herramienta de percusión combinada de acero y mango de madera o fibra, con cabeza cilíndrica y superficie de golpe plana. También se le conoce como martillo de herrero o de mecánico. 
Su superficie es redondeada en un extremo de la cabeza, que es el que se usa para conformar o remachar metal y una superficie plana para golpear en el otro. Es usado frecuentemente en maquinación, forja, cerrajería, carpintería metálica, etc.
Con mango largo era habitual ver utilizar esta herramienta a los ferroviarios de oficio visitador para golpear ruedas y ejes del material rodante.